# 岡崎市立本宿小学校
岡崎市立本宿小学校（おかざきしりつもとじゅくしょうがっこう）は、愛知県岡崎市本宿町にある公立小学校。

## 概要

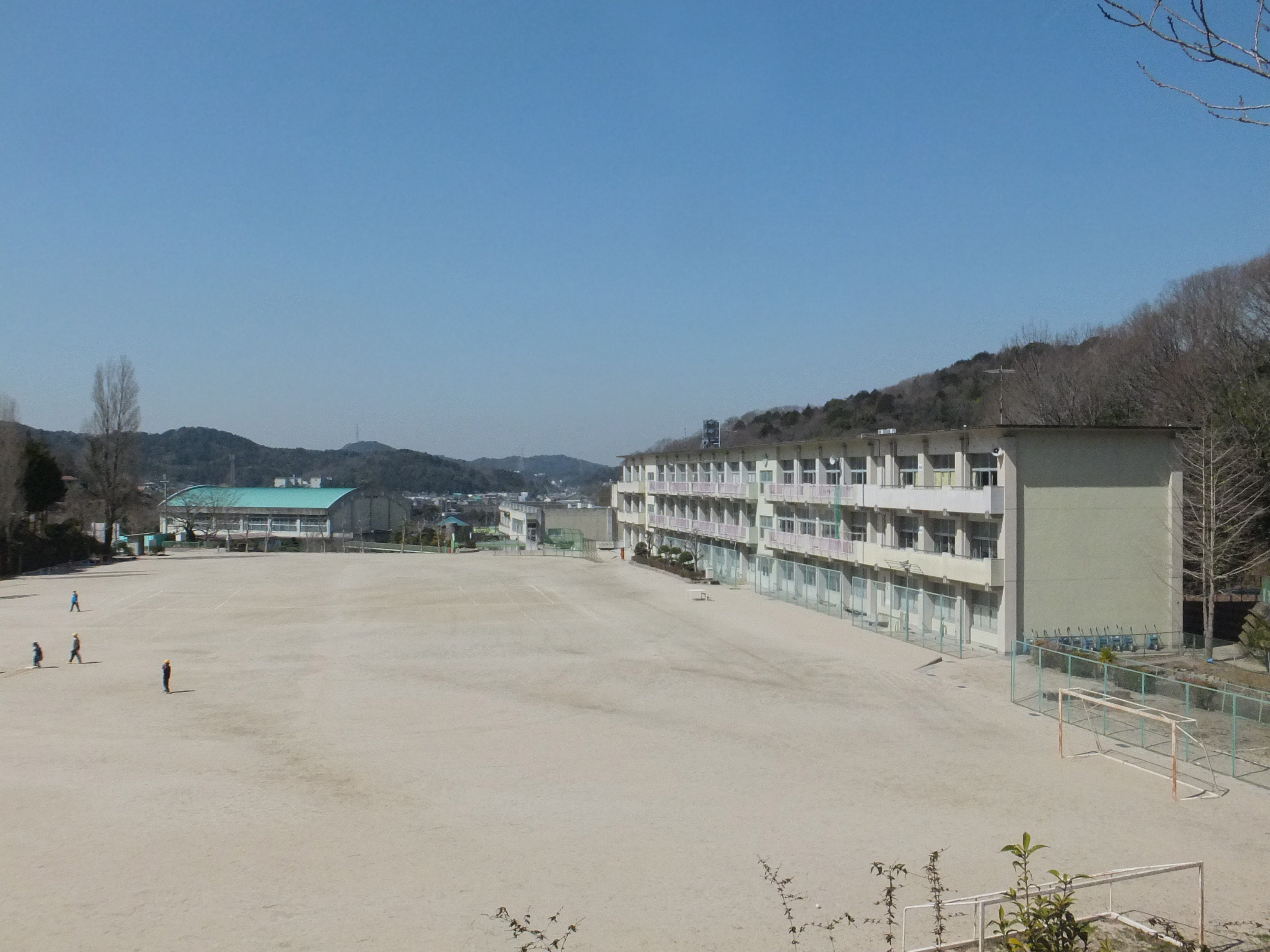
校舎と運動場

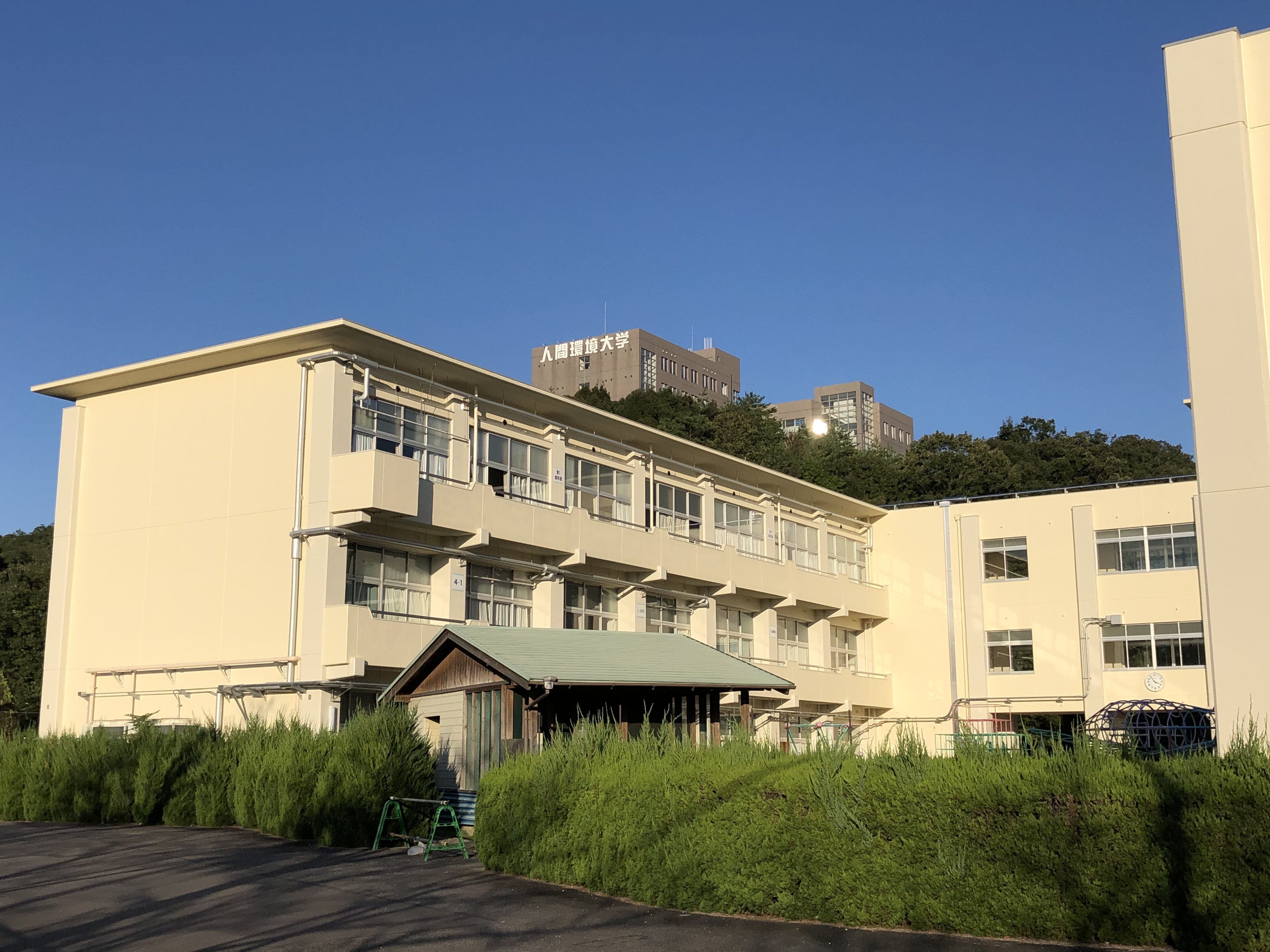
校舎

1872年（明治5年）に開校した本宿郷学校、1873年（明治6年）に開校した将明学校、1876年（明治9年）に開校した宝山学校などを前身とする。
竜谷小学校、藤川小学校、山中小学校とともに、岡崎市立東海中学校の学区を構成する。
| 調査日       | 児童数 | 通常学級 | 特別支援学級 | 出典  |
| ------------ | ------ | -------- | ------------ | ----- |
| 2013年4月8日 | 390人  | 13       | 2            | [ 1 ] |
| 2019年5月1日 | 327人  | 11       | 3            | [ 2 ] |
| 2020年5月1日 | 313人  | 11       | 2            | [ 3 ] |
| 2021年5月1日 | 306人  | 11       | 2            | [ 4 ] |
| 2022年5月1日 | 286人  | 11       | 2            | [ 5 ] |
| 2023年5月1日 | 289人  | 12       | 2            | [ 6 ] |

## 学区
| 町名                                                             | 進学先     |
| ---------------------------------------------------------------- | ---------- |
| 本宿町、本宿茜、本宿台、本宿西、鉢地町、上衣文町、大幡町、鶇巣町 | 東海中学校 |

（2022年12月26日現在）

## 沿革
1872年（明治5年）、本宿郷学校が創立された。1873年（明治6年）、額田郡本宿村に将明学校が創立された。さらに1876年（明治9年）、同村大幡に宝山学校が創立された。
1880年（明治13年）に本宿学校が開校、1892年（明治25年）に本宿尋常小学校が開設された。大幡には、1903年（明治36年）に大幡尋常小学校が開校した。1912年（明治45年）、本宿・大幡尋常小学校を廃校にし、本宿村全域を学区とする本宿尋常小学校を現在の校地に設立した。1919年（大正8年）、高等科を併置した本宿尋常高等小学校が現在地に新築される。1941年（昭和16年）には、国民学校令施行により本宿国民学校となる。
1947年（昭和22年）に学制改革に伴い本宿村立本宿小学校となり、1955年（昭和30年）に本宿村の岡崎市への編入合併により岡崎市立本宿小学校に改称した。1977年（昭和52年）から1987年（昭和62年）にかけ、校舎や運動場の増改築が行われた。

## 著名な出身者
- 冨田勲（音楽家）[9]
- 中根寛（洋画家）
- 青山久人（プロ野球選手）